# Noordwijkse Hockey Club
De Noordwijkse Hockey Club (NHC) is een Nederlandse hockeyclub uit Noordwijk.

## Geschiedenis
NHC werd in 1967 opgericht. Men begon op een boerengrasveldje aan de Achterweg met een 2 bij 2 meter kleedkamertje als clubhuis. Deze locatie werd vervolgens in 1972 ingeruild voor drie grasvelden aan de Duinwetering naast vv Noordwijk. Hier kreeg de club de beschikking over een ruimer clubgebouw met kleedkamers. Dit had tot gevolg dat meer Leidse studenten hun gezelligheid vonden op de club. Sportief ging het de eerste teams dan ook voor de wind met promoties naar de Tweede klasse voor de heren en zelfs de Eerste klasse voor de dames.
Doordat in 1981 de locatie bij de Duinwetering te krap begon te worden, werd uitgezien naar een nieuw terrein. Dat werd gevonden aan de Nieuwe Zeeweg en door de toenmalige burgemeester op 3 mei 1986 feestelijk geopend.
In het seizoen 2018/2019 speelt zowel het eerste herenteam als het eerste damesteam in de tweede klasse van de KNHB.